# Loin d’ici
Loin d’ici (deutsch: Weit weg von hier) ist ein Lied der österreichischen Sängerin Zoë. Die Sängerin hat mit dem Lied Österreich beim Eurovision Song Contest 2016 vertreten.

## Hintergrund und Veröffentlichung

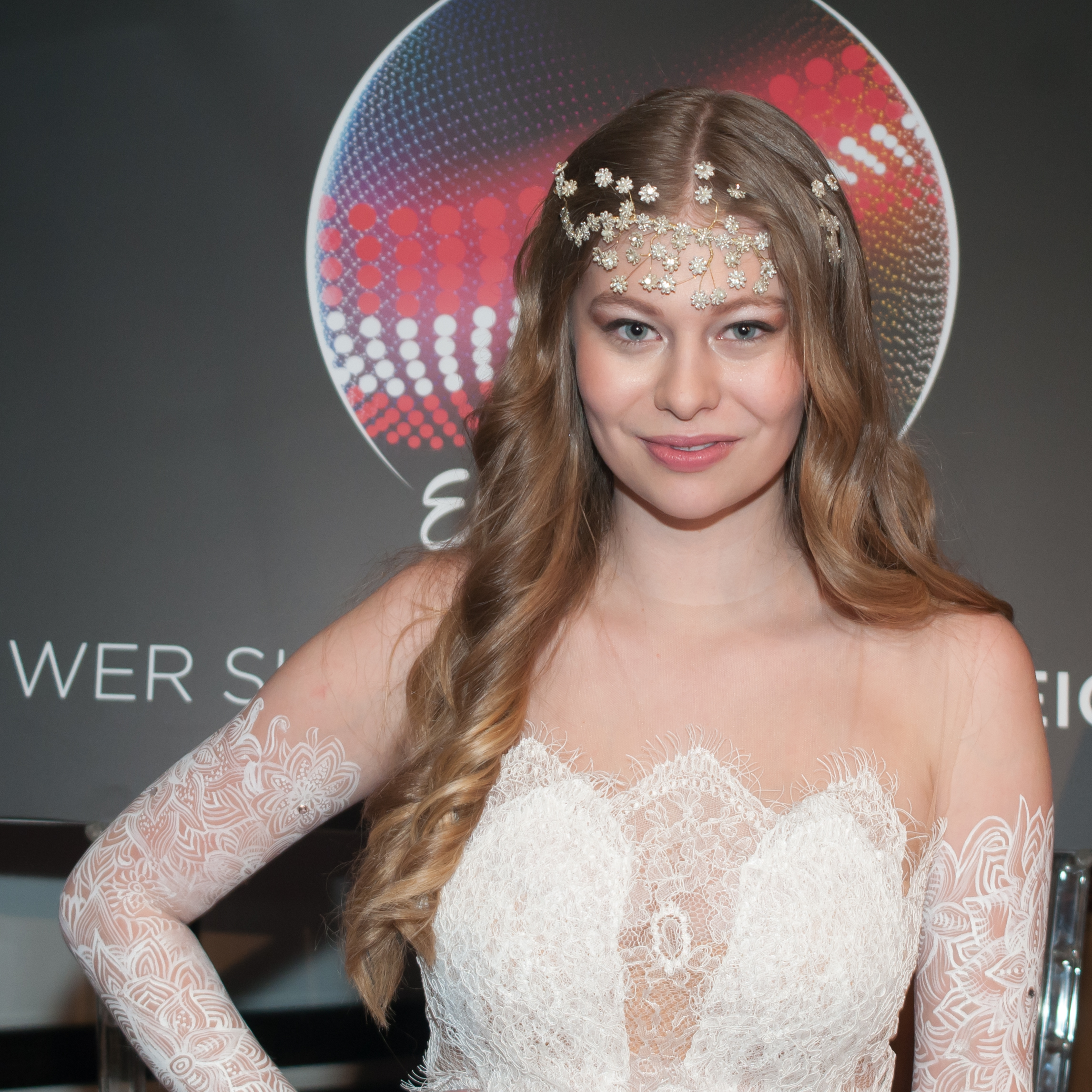
Zoë Straub beim österreichischen Vorentscheid

Loin d’ici wurde von Zoë Straub und ihrem Vater Christof Straub geschrieben.
Am 11. Januar 2016 wurden die Teilnehmer für Eurovision Song Contest – Wer singt für Österreich?, den österreichischen Vorentscheid für den Eurovision Song Contest, bekanntgegeben. Darunter befand sich auch die Sängerin Zoë, die mit dem Lied Loin d’ici antrat. Im Finale der Show, das am 12. Februar 2016 stattfand, wurde sie Vierte, nachdem die Jury abgestimmt hat. Dennoch schaffte sie es durch das Televoting, sich für das Superfinale zu qualifizieren, wo sie sich schließlich gegen Elly V mit dem Lied I’ll Be Around (Bounce) durchsetzen konnte. Damit vertrat sie Österreich beim Eurovision Song Contest 2016 in Stockholm. Am 10. Mai 2016 überzeugte sie im ersten Semi-Finale und belegte im Finale den 13. Platz.

## Chartplatzierungen
| ChartsChartplatzierungen | Höchstplatzierung | Wochen |
| ------------------------ | ----------------- | ------ |
| Österreich (Ö3)          | 13 (13 Wo.)       | 13     |